# Villers-sur-Port
Villers-sur-Port là một xã ở tỉnh Haute-Saône trong vùng Franche-Comté phía đông Pháp. Xã có diện tích 10,25 kilômét vuông, dân số năm 2006 là 210 người. Khu vực này có độ cao từ 239-321 mét trên mực nước biển.